# サイモン・フジワラ
サイモン・フジワラ（Simon Fujiwara、1982年 - ） 
は、イギリス生まれの現代美術家。父親が日本人で母親がイギリス人のハーフ。作品の媒体はパフォーマンスや小説、彫刻、映像など多岐にわたる。史実とフィクションを融合させた独自の物語をもとにした作品が特徴。ベルリンを拠点に活動。

## 略歴
イギリスのロンドンに生まれる。幼少期を日本、イギリス、 
スペイン、アフリカ等で過ごす。
ケンブリッジ大学で建築学を専攻
2005年に卒業。フランクフルト造形美術大学においてサイモン・スターリングのもとで美術を学ぶ。
2010年、フリーズ・アートフェアにてカルティエ賞を受賞。2011年シンガポール・ビエンナーレ、第29回サンパウロ・ビエンナーレに出品。

## 個展
- 太宰府天満宮｜現代美術家サイモン・フジワラが取り組んだ“岩”にまつわる新作展覧会 | Web Magazine OPENERS（2013年）
- Tate St Ives｜Simon Fujiwara: Since 1982（2012年）

## グループ展
- 岡山芸術交流 2016　(2016年)
- オペラシティギャラリー｜「アートがあれば」展（2013年）
- 岡山城ほか岡山市内各所｜イマジニアリング　オカヤマ アート プロジェクト（2014年）
- PARASOPHIA: 京都国際現代芸術祭 2015 （2015年）

## 作品
- Artist's Book Club: Hakkuruberri Fuin No Monogatari(2010年)
- Welcome to the Hotel Munber (2010年)
- Frozen(2010年)
- Rebekkah,(An Education)
- Art Worlds : Mex in the City
- Aphrodisiac Foundations(Imperial Hotel, Tokyo 1968, King Kong Komplex) (2013年)
- The Problem of the Rock(太宰府天満宮、2013年)

## 関連図書
- Miguel Amado「Simon Fujiwara」(Tate Publishing(UK)、2012年) ISBN 1849760454